# Michiko Neya
Michiko Neya (根谷 美智子 Neya Michiko?) es una seiyū nacida en Echizen, prefectura de Fukui (antes Takefu). Neya no está afiliada a una agencia, aunque antes trabajó en Arts Vision. Tal vez una de sus grandes participaciones musicales sería interpretando a Emilia Jenius en Macross 7: The Galaxy Is Calling Me! a lado de Fukuyama Yoshiki.

## Roles Interpretados

### Anime
- Aka-chan to Boku (Shinako Fukatani)
- Boku no Hero Academia 2 (Rei Todoroki)
- Cardcaptor Sakura (Tsujitani-sensei)
- Chrno Crusade (Satella Harvenheit)
- Eureka Seven (Talho Yūki)
- Fancy Lala (Ririka Kawaguchi, Mogu)
- Full Metal Panic! (Melissa Mao)
- Full Metal Panic? Fumoffu (Melissa Mao)
- Full Metal Panic!: The Second Raid (Melissa Mao)
- Fullmetal Alchemist (Riza Hawkeye)
- Gosick (Sophie)
- Ghost Hound (Reika Ōtori)
- Goshūshō-sama Ninomiya-kun  (Ryōko Ninomiya)
- Gravion Zwei (Ayaka Shigure)
- Hanamonogatari (Tooe Kanbaru)
- Hell Girl (Riho Kaifu)
- Hell Teacher Nūbē (Ritsuko Takahashi)
- Hetalia: Axis Powers (Hungría)
- Honey and Clover (Teshigawara Miwako)
- Hyakko (Tatsuki Iizuka)
- Initial D (Mako Sato)
- Keppeki Danshi! Aoyama-kun (Miwa Takei)
- Kirarin Revolution (Kasumi Kumoi)
- Last Exile (Maestro Delphine Eraclea)
- Lost Universe (Kali)
- Macross 7: The Galaxy Is Calling Me! (Emilia Jenius)
- MÄR (Diana)
- Mobile Suit Gundam SEED Destiny (Hilda Harken, Abby Windsor)
- Mobile Suit Gundam Wing (various minor roles)
- Mobile Suit Gundam 00 (Shirin Bakhtiar)
- Mobile Suit Gundam 00: Second Season (Shirin Bakhtiar)
- My Hero Academia (Rei Todoroki)
- Najica Blitz Tactics (Athena Gilnande)
- Omamori Himari (Kisaragi-sensei)
- Piano: The Melody of a Young Girl's Heart (Akiko Nomura)
- Onegai Twins (Tsubaki Oribe)
- One Piece (Vinsmoke Reiju)
- Peacemaker Kurogane (Akesato)
- R.O.D -THE TV- (Nancy "Miss Deep" Makuhari)
- Rockman EXE (Tesla Magnets)
- Sailor Moon S (Dai-Heart)
- Sailor Moon Supers (Tomoko Takase)
- Sangatsu no Lion (Misaki, ep 11)
- Serial Experiments Lain (Keiko Yoshii)
- Shadow Skill (Gana Gig)
- Shaman King (Tao Jun)
- Soul Eater (Arachne)
- Stratos 4 (Ran Mikuriya)
- Super Doll Licca-chan (Doll Izumi)
- Tales of the Abyss (Natalia Lanvaldear)
- Tengen Toppa Gurren Lagann (Adiane the Elegant)
- Tiger & Bunny (Kriem)
- ToHeart (Serio (HMX-13))
- Trinity Blood (Astharoshe "Asta" Asran)
- Vandread (Barnette Orangello)
- Vandread: The Second Stage (Barnette Orangello)
- You're Under Arrest (Chie Sagamiono)
- You're Under Arrest: Full Throttle (Chie Sagamiono)
- Primeras series de Yu-Gi-Oh! (Shizuka Kawai)
- Yu-Gi-Oh! GX (Emi Ayukawa)
- Zero no Tsukaima: Futatsuki no Kishi (Agnès Chevalier de Milán)

### OVAs
- Blue Submarine No. 6 (Toko Gusuku)
- New Cutie Honey (Honey Kisaragi)
- Fencer of Minerva (Diana)
- Fire Emblem (Lena)
- Full Metal Panic!: The Second Raid (Melissa Mao)
- Gatchaman (Jun the Swan (G-3))
- Gunsmith Cats (Irene "Rally" Vincent)
- Initial D Extra Stage (Mako Sato)
- Read or Die (Nancy "Miss Deep" Makuhari)
- Ruin Explorers (Ihrie)
- Shōnan Jun'ai Gumi (Kadena Nao)
- SNK vs. Capcom series (Chun-Li)
- Street Fighter Zero (Rose)
- Vampire series (Lei-Lei)
- Variable Geo (Ayako Yuuki)

### Videojuegos
- Baldr Force EXE – Ayane Shidou
- BS Fire Emblem: Akaneia Senki – Nina
- Mahō Gakuen Lunar! – Elie
- Revive Soisei Dreamcast - Takano Reiko
- Namco x Capcom - Rose
- Soulcalibur – Sophitia Alexandra
- Soulcalibur II – Sophitia Alexandra
- Soulcalibur III – Sophitia Alexandra
- Soulcalibur III: Arcade Edition – Sophitia Alexandra
- Star Ocean: Till the End of Time – Maria Traydor
- Series Super Robot Wars – Ouka Nagisa
- Tales of the Abyss – Natalia Luzu Kimlasca-Lanvaldear
- Wrestle Angels: Survivor – Beauty Ichigaya
- Xenogears – Chu-Chu, Emeralda Kasim

### Drama CD
- GetBackers (Maria Noches)

### Doblaje japonés
- Clueless (1995) - voz de Dionne Davenport